# Carrer de la Portaferrissa
El carrer de la Portaferrissa és una via de Ciutat Vella de Barcelona que va de la Rambla fins a la plaça de Cucurulla, on es bifurca en el carrers de nom homònim i el dels Boters.

## Història
Segons l'etnòleg Joan Amades, el carrer es va erigir sobre un camí que vorejava la Barcelona primitiva al torn del mont Tàber. Els ciutadans respectaren aquestes vies tradicionals a mesura que s'anaren assentant fora el clos romà. El nom del carrer ve donat pel portal medieval Portal de la Ferrissa que hi havia al cap del carrer i el qual era una de les vuit entrades de la segona muralla de Barcelona. Aquest portal va ser construït pels volts de l'any 1260 quan s'erigí la muralla de la Rambla. La porta estava fortament clavetejada i disposava de ferros que servien de patró de la cana i per contrastar les canes de mesura longitudinal particulars. Aquest ferros massissos motivaren que ja en un document de 1374 es mencionés un alberg prop de la «porta ferrissa»; així doncs, el nom del portal data almenys del segle xiv. Seria amb el pas dels anys que la via acabaria prenent el nom del portal, tanmateix, l'any 1465 el carrer encara era tractat com un extensió del carrer de la Cucurella (actualment Cucurulla). Antigament, el carrer era molt sorollós i brut, perquè l'ocupaven principalment manyans que hi treballaven sovint, fet que desembocà en reiterades queixes per part dels veïns al Consell de Cent.

## Llista d'edificis catalogats
| Monument                                             | Protecció     | Estil/època                                                            | Localització                                              | Coordenades                                          | Codi?         | Imatge |
| ---------------------------------------------------- | ------------- | ---------------------------------------------------------------------- | --------------------------------------------------------- | ---------------------------------------------------- | ------------- | --- |
| Palau Moja, Palau Comillas o del Marquès de Comillas | BCIN 50-MH-EN | Neoclassicisme XVIII                                                   | Barcelona C. de la Portaferrissa, 1                       | 41° 22′ 59″ N, 2° 10′ 19″ E / 41.38314°N,2.17186°E   | RI-51-0003801 | Palau Moja (Barcelona) · Vegeu més fotos d'aquest monument · Carregueu una nova foto d'aquest monument                  |
| Palau Palmerola, Casa del Comte de Fonollar          | BCIL 2000     | Neoclassicisme Elias Rogent Segle XVIII; 1858                          | Barcelona C. Portaferrissa, 7-9 - c. Bot, 1-3             | 41° 23′ 00″ N, 2° 10′ 21″ E / 41.383424°N,2.172449°E | IPA-38903     | Palau Palmerola (Barcelona) · Vegeu més fotos d'aquest monument · Carregueu una nova foto d'aquest monument             |
| Casa Josep Martí i Fàbregas                          | BCIL 2000     | Rococó (pati) Miquel Garriga i Roca; Francesc Batlle Segle XVIII; 1864 | Barcelona C. Portaferrissa, 17                            | 41° 23′ 01″ N, 2° 10′ 23″ E / 41.383598°N,2.173075°E | IPA-42544     | Casa Josep Martí i Fàbregas (Barcelona) · Vegeu més fotos d'aquest monument · Carregueu una nova foto d'aquest monument |
| Casa Josep Vilanova                                  | BCIL 2000     | Neoclassicisme-romàntic Segle xix                                      | Barcelona C. Portaferrissa, 10 - c. Petritxol, 17         | 41° 23′ 00″ N, 2° 10′ 21″ E / 41.383296°N,2.172387°E | IPA-42564     | Casa Josep Vilanova (Barcelona) · Vegeu més fotos d'aquest monument · Carregueu una nova foto d'aquest monument         |
| Casa Francesc Oliva                                  | BCIL          | neoclàssic Jaume Feliu i Castelló 1850                                 | Barcelona C. Pi, 13 - c. Portaferrissa, 34                | 41° 23′ 02″ N, 2° 10′ 26″ E / 41.38384°N,2.173822°E  | 08019/716     | Casa Francesc Oliva (Barcelona) · Vegeu més fotos d'aquest monument · Carregueu una nova foto d'aquest monument         |
| Palau Magarola                                       | BCIL          | J. O. Bernadet; Narcís Nuet; Agustí Mas Segle XVIII; 1846; 1866; 1880  | Barcelona C. Portaferrissa, 13 - ptge. Magarola, 2-2b     | 41° 23′ 01″ N, 2° 10′ 22″ E / 41.383620°N,2.172879°E | 08019/794     | Palau Magarola (Barcelona) · Vegeu més fotos d'aquest monument · Carregueu una nova foto d'aquest monument              |
| Casa Picó                                            | BCIL          | Segles XVII-XVIII                                                      | Barcelona C. Portaferrissa, 21                            | 41° 23′ 02″ N, 2° 10′ 24″ E / 41.383762°N,2.173376°E | 08019/796     | Casa Picó (Barcelona) · Vegeu més fotos d'aquest monument · Carregueu una nova foto d'aquest monument                   |
| Casa Siscar                                          | BCIL          | Segles XVIII-XIX                                                       | Barcelona C. Portaferrissa, 22                            | 41° 23′ 01″ N, 2° 10′ 23″ E / 41.383572°N,2.173044°E | 08019/797     | Casa Siscar (Barcelona) · Vegeu més fotos d'aquest monument · Carregueu una nova foto d'aquest monument                 |
| Casa Traveria-Jover, Casa Jover                      | BCIL          | Josep Oriol Mestres 1857                                               | Barcelona C. Portaferrissa, 25-25 bis - c. Duc, 2         | 41° 23′ 02″ N, 2° 10′ 25″ E / 41.383970°N,2.173713°E | 08019/827     | Casa Traveria-Jover (Barcelona) · Vegeu més fotos d'aquest monument · Carregueu una nova foto d'aquest monument         |
| Casa Josepa Nadal (inclou la font)                   | BCIL          | Pere Bassegoda i Mateu Segle XVIII; 1897                               | Barcelona Rambla, 116 - c. Portaferrissa, 2 - c. Roca, 31 | 41° 22′ 59″ N, 2° 10′ 19″ E / 41.383041°N,2.171901°E | 08019/985     | Casa Josefa Nadal (Barcelona) · Vegeu més fotos d'aquest monument · Carregueu una nova foto d'aquest monument           |